# Всю ночь напролёт (телесериал)
«Всю ночь напролёт» (англ. Up All Night) — американский ситком 2011 года с Кристиной Эпплгейт, Майей Рудольф и Уиллом Арнеттом в главных ролях. Премьера состоялась на NBC 14 сентября 2011 года. 9 мая 2013 года канал закрыл сериал после двух сезонов.

## Сюжет
В центре сюжета молодая пара, которая пытается сбалансировать работу и заботу о новорожденном ребёнке.

## В главных ролях
- Кристина Эпплгейт — Ригэн Бринкли (35 эпизодов)
- Уилл Арнетт — Крис Бринкли (35 эпизодов)
- Майя Рудольф — Эва Александер (35 эпизодов)
- Дженнифер Холл — Мисси (24 эпизода)
- Джин Виллепик — Терри Мартин (20 эпизодов)
- Мэтт Браунджер — Джин Мартин (19 эпизодов)

### Второстепенный состав
- Карли Принс — Эми № 1 (11 эпизодов)
- Дилейни Принс — Эми № 2 (11 эпизодов)
- Лука Джонс — Скотт Чефин (11 эпизодов)
- Джейсон Майкл Ли — Кевин (7 эпизодов)
- Ник Кэннон — Кэлвин (5 эпизодов)
- Шон Хейс — Уолтер (4 эпизода)
- Блайт Даннер — доктор Энджи Чефин (3 эпизода)
- Уилл Форте — Рид (3 эпизода)
- Хлоя Ксенджери — Маккенна (3 эпизода)
- Молли Шэннон — Нэнси (2 эпизода)

## Список серий
| №  | Название серии                 | Описание серии | Режиссёр          | Автор                                     | Дата выхода      | США зрителей (Млн.) |
| -- | ------------------------------ | --- | ----------------- | ----------------------------------------- | ---------------- | ------------------- |
| 1  | «Пилот»                        | После рождения ребёнка Ригэн решает вернуться на работу. Ригэн приходится иметь дело с бесконечными потребностями своего друга и босса, Авы (Майя Рудольф), так как Рейган работает как продюсер. | James Griffiths   | Emily Spivey                              | 14 сентября 2011 | 10.95               |
| 2  | «Клевые соседи»                | Когда молодая пара переезжает в район, Крис и Ригэн хотят знать, почему они такие клевые. Между тем, Ава пытается выяснить, почему Эми, кажется, не хочет её, но симпатизирует Кэльвину | Joe Russo         | Caroline Williams                         | 21 сентября 2011 | 6.05                |
| 3  | «Working Late and Working It»  | Крис и Ригэн попытаться принести в их брак разнообразия с помощью нового друга Криса Рида (Will Forte). Между тем, Ава обвиняет Ригэн за совет, который привел к разлуке с бывшим бойфрендом, Б-Ro (Йорма Taccone). | Joe Russo         | Tim McAuliffe                             | 28 сентября 2011 | 5.34                |
| 4  | «Новый автомобиль»             | Крис и Ригэн пытаются найти потенциальный семейный автомобиль. Между тем, Ава хочет взять на себя более серьёзные темы для ток-шоу. | James Griffiths   | Emily Spivey                              | 5 октября 2011   | 5.60                |
| 5  | «Калейдоскоп малыша Г-на Боба» | Ригэн опасается, что все время, которое она проводит на работе, может повлиять на её родительские навыки. Но Ава считает, что Ригэн слишком занята, чтобы провести время с ней, поэтому она привлекает Мисси (Дженнифер Холл) помочь в подготовке речи, а не Ригэн. Крис считает, что он, возможно, нашёл своё призвание в детском клубе Эми. | Troy Miller       | Erica Rivinoja, Liz Cackowski & Alex Reid | 12 октября 2011  | 5.24                |
| 6  | «Рождение»                     | Воспоминания раскрывают, что когда Ригэн была беременна Эми её план «совершенного» рождение развалился, Крис с решением покинуть свою юридическую фирму, и Ава, с помощью Мисси, преодолела свои страхи. | Randall Einhorn   | Caroline Williams                         | 19 октября 2011  | 5.63                |
| 7  | «Родители»                     | Ригэн пытается улучшить отношения с её родителями, чтобы подать хороший пример для Эми, когда член экипажа ток-шоу Авы умирает, Ава пытается улучшить отношения с её экипажем. Между тем, в страхе за свою прерваной жизнь, Крис решил внести некоторые изменения в образ жизни.                                                              | James Griffiths   | Erica Rivinoja                            | 2 ноября 2011    | 4.78                |
| 8  | «Первое отсутствие ночью»      | Ригэн и Крис пытается разжечь искру в их отношениях, идя на свидание ночью. | Jay Chandrasekhar | Caroline Williams                         | 9 ноября 2011    | 4.79                |
| 9  | «Наем и увольнение»            | Когда Ригэн сталкивается с затруднениями в огне, она находит более чем полезную помощницу, Нанси (Молли Шеннон). Крис и Рейган пытаются найти няню, чтобы провести какое-то время для себя. После нескольких недоразумений с Ригэн, Мисси продолжает думать, что она была уволена.                                                            | Randall Einhorn   | Tim McAuliffe                             | 16 ноября 2011   | 4.82                |
| 10 | «Конец недели»                 | Когда шоу Авы берет перерыв, Ригэн с волнением проводит неделю дома с Эми, но её тип личности и дерзкое чувство справедливости нарушить тонкий баланс Криса с соседями и общественной жизнью. Между тем, Ава пытается чтобы завоевать дочь Кевина, давая ей уроки вокала для успеваемость в школе.                                            | Bob Berlinger     | David Iserson & Brian Rowe                | 23 ноября 2011   | 4.34                |
| 11 | «Первое Рождество»             | Ригэн просит свою мать помочь сделать первое Рождество Эми лучшим. Тем временем, Крис отправляется в торговый центр, чтобы найти идеальный подарок для Ригэн, и Ава начинает верить её отношения с Кевином могут быть разрушены, когда он решает провести Рождество со своей бывшей женой.                                                    | Troy Miller       | Tucker Cawley                             | 7 декабря 2011   | 5.00                |
| 12 | «Канун Нового года»            | Во время ежегодный ночной игры в канун Нового года Ригэн и Криса, конкурентоспособность Ригэн выходит за грань вызывающие смущенние Криса . Кевину начинает казаться, что Ава стыдится него. |                   |                                           | 12 января 2012   |                     |
| 13 | «Соперники»                    | Бывший друг Ава и Ригэн и конкурент ток-шоу Shayna (Megan Mullally) подозревается в краже идеи из ток-шоу Авы. Между тем, Ригэн показывает некоторую зависть к новой подруге Криса. |                   |                                           | 19 января 2012   | 3,98                |